# Интилити Арена
«Интилити Арена» (норв. Intility Arena) — футбольный стадион, расположенный в Осло, Норвегия, так же известен под названием «Стадион Волеренга» (норв. Vålerenga Stadion). Арена вмещает 16 556 зрителей и используется для домашних матчей командой «Волеренга».
В 2014 году планы строительства стадиона было утверждено городским советом Осло, а в июне 2015 года поддержано Европейской ассоциацией свободной торговли. Строительство стадиона началось в августе 2015 года, и открытие состоялось в сентябре 2017 года. Изначально стадион носил название «Vålerenga kultur-og idrettspark».

## История
В период с 1960-х по 1980-е годы, а также в конце 1990-х, стадион «Бислетт» был основным домашним стадионом для футбольного клуба «Волеренга». Кроме футбольных матчей, на стадионе «Бислетт» также проводились соревнования по конькобежному спорту, легкой атлетике и Зимние Олимпийские игры 1952 года. Однако неблагоприятные условия и недостаточное обслуживание «Бислетта» привели к переезду Волеренга на стадион «Уллевол», где уже играла команда «Люн».

### Планирование
После того, как Волеренга покинула Бислетт, возникла идея о строительстве собственного стадиона. Однако неудачные результаты на поле и финансовые трудности затянули этот процесс на несколько лет. Тем не менее, после второго места в 2004 году, чемпионского титула в 2005 году и списания долга клуба бизнесменом Джоном Фредриксеном в 2003 году, разговоры о строительстве стадиона возобновились.
В 2005 году Одду Скархейму было поручено заняться проектом стадиона. Осенью он начал обсуждение с Гретой Хорнтведт, членом городского совета по вопросам городского развития на тот момент. Грета поручила Агентству планирования и строительства провести исследование местоположения, в рамках которого было рассмотрено 11 различных мест в Осло.
Агентство планирования и строительства определило район Валле Ховин как наиболее подходящее место. Весной 2006 года исследование местоположения, проведенное АПС, пришло к выводу, что район Валле Ховин является наиболее подходящим местом в Осло.
Муниципальные выборы 2007 года стали крупнейшим политическим событием в Норвегии. Футбольный клуб «Волеренга» сотрудничал с правительством для организации крупной политической встречи с руководством всех политических партий накануне муниципальных выборов, которые состоялись 10 сентября 2007 года. В ходе дебатов большинство сторон дало прямые обещания о передаче земли в собственность клуба.
15 мая 2008 года «Волеренга» объявила в прессе, что они вернутся в район Валле Ховин после приобретения предлагаемого участка земли для стадиона за символическую сумму в 1 норвежскую крону.

### Строительство и открытие
В 2010—2011 годах был объявлен открытый тендер на строительные работы. В октябре 2011 года было заключено соглашение с генеральным подрядчиком «HENT» по проекту.
В конце 2014 года план был утвержден городским советом Осло. 10 июня 2015 года Надзорный орган Европейской ассоциации свободной торговли одобрил планы по строительству стадиона.
24 июня 2015 года на ежегодном собрании футбольного клуба Волеренга было принято решение утвердить проект стадиона, стоимость которого оценивалась в 720 миллионов норвежских крон. Кроме того, дочерняя компания «Vålerenga kultur- og Idrettspark AS» была уполномочена на получение кредита в размере до 400 миллионов норвежских крон.30 июня муниципалитет Осло в Агентстве планирования и строительства выдал разрешение на реализацию проекта, что являлось важным юридическим документом для начала строительства.
29 июля 2015 года клубу исполнилось 102 года, и в этот день был заложен первый камень в фундамент нового стадиона. Строительство стадиона началось летом того же года.
Первая игра на новом стадионе состоялась 9 сентября 2017 года, в матче Топсерии (женского чемпионата Норвегии по футболу), «Волеренга» победила «Колботн» со счетом 2:0. На следующий день, 10 сентября 2017 года, на стадионе прошла первая мужская игра в рамках Элитсерии, где «Волеренга» уступила «Сарпсборгу 08» со счетом 1:2. Рекордное посещаемость стадиона в 17 011 зрителей было зафиксировано на этой игре.

### Права на название
В октябре 2017 года компания Интилити, занимающаяся технологиями, заключила договор с Волеренгой о приобретении прав на название стадиона на десять лет. В результате сделки название стадиона было изменено на «Интилити Арена».

## Посещаемость
| Сезон | Средня | Мин  | Макс   | Место | Ппримечания |
| ----- | ------ | ---- | ------ | ----- | ----------- |
| 2017  | 9703   | 5844 | 17 011 | 3     | [ 13 ]      |
| 2018  | 9180   | 6063 | 14 740 | 3     | [ 14 ]      |
| 2019  | 7834   | 5037 | 14 418 | 4     | [ 15 ]      |
| 2020  | 200    | 200  | 200    | 16    | [ 16 ]      |
| 2021  | 4318   | 50   | 7084   | 4     | [ 17 ]      |
| 2022  | 8670   | 5520 | 16 555 | 3     | [ 18 ]      |
| 2023  | 10 542 | 7578 | 16 556 | 4     | [ 19 ]      |

1. 1 2  Низкая посещаемость обусловлена ограничениями COVID-19